# 甘怀义
甘怀义（1911年—？），男，壮族，广西宁明人，中华人民共和国政治人物，曾任广西壮族自治区科学技术协会副主席，广西壮族自治区人大常委会副主任，第二、三、五、六届全国人大代表。